# Villa Morosini Cappello
Villa Morosini, Cappello, Battaggia, Lampertico, Vanzo Mercante detta "il Palazzo" è una villa veneta situata nel centro di Cartigliano, in provincia di Vicenza. Attualmente ne rappresenta la casa comunale.
Del vasto complesso restano oggi solo la secentesca casa padronale e due barchesse del XVI secolo, queste ultime ereditate da una villa precedente.

## Storia
La costruzione fu commissionata dai Morosini "di San Silvestro", patrizi veneziani che sin dal Quattrocento avevano costituito a Cartigliano il centro dei loro interessi in terraferma. Inizialmente la famiglia risiedeva in una casa padronale con due barchesse posta poco più a est dell'odierno palazzo, come attesta un disegno del 1557.
Si suppone che l'attuale villa fosse stata costruita negli anni ottanta del Cinquecento, visto che in quel periodo i Morosini erano impegnati nell'acquisto di case e terreni. In base alle caratteristiche stilistiche, qualcuno ne ha attribuito il progetto al bassanese Francesco Zamberlan, uno degli ultimi collaboratori del Palladio.
Una mappa del 1619 mostra il palazzo già edificato, offrendo inoltre una panoramica dell'intero complesso: subito a est sussistevano ancora le barchesse, oltre le quali, al posto della vecchia villa, si estendevano due peschiere; il giardino era al di là della strada, delimitato a nord da un corpo di fabbrica a L; il brolo, infine, si trovava più a ovest, oltre il corso del Brenta.
In realtà la villa non era ancora del tutto terminata: nel 1655 Piero Morosini stilava il proprio testamento, riportando che il completamento del palazzo era stato affidato ad Antonio Sardi, padre del più celebre Giuseppe; a lui vengono attribuiti il loggiato del piano nobile e il portico del pianterreno.
La villa passò poi ai Cappello "di San Leonardo". Nel 1786, in seguito al matrimonio tra Elena Gioseffa Cappello e Zuanne Battaggia, fu ereditata da quest'ultimo. Agli inizi dell'Ottocento fu acquistata dai Lampertico, per poi giungere ai Vanzo Mercante. Nel 1966 questi ultimi la cedettero al comune di Cartigliano.
Il cortile antistante la Villa fu teatro, il 24 settembre 1863, della cerimonia di scioglimento della Brigata Estense da parte dell'ultimo Duca di Modena, Francesco V d'Este, che era stato seguito dalle sue truppe nell'esilio in Lombardo Veneto dopo la perdita, nel 1859, del trono.